# Casa Comet
La Casa Comet és un edifici del municipi de Figueres (Alt Empordà) que forma part de l'Inventari del Patrimoni Arquitectònic de Catalunya.

## Descripció
Edifici situat al centre històric de la ciutat, molt a prop de l'Ajuntament de Figueres. És un edifici entre mitgeres de planta baixa i dos plantes pis. Al sòcol destaca la solidesa del seu basament de pedra amb motllures dentelades i cassetons. Presenta portal d'arc a nivells amb motllures i una finestra rectangular tripartida amb ampit sense decoració. Al primer pis balcons amb llosana emmotllurada, barana de ferro forjada amb ornamentació floral i persiana de llibret en fusta. Al segon pis tribuna bastida sobre mènsules de fusta esculpides i llosana pintada en groc. Presenta un finestral tripartit emmarcat per fusta i ferro treballats i culminat amb voladís amb coberta de teules. Coronament de la façana amb mènsules que subjecten un entramat de llates fusta decorades amb barbacana possiblement per situar politges.